# Scientia potentia est
Scientia potentia est (ou "scientia est potentia" ou também "scientia potestas est") é uma expressão em latim que significa conhecimento é poder. É muitas vezes atribuída a Francis Bacon, apesar de não ser conhecida nenhuma ocorrência precisa dessa frase nos escritos em latim ou em inglês de Bacon. No entanto, a expressão "ipsa scientia potestas est" ("conhecimento em si é poder") aparece nas suas Meditationes Sacre (1597). A exata frase "scientia potentia est" foi escrita pela primeira vez na versão de 1668 da obra Leviatã de Thomas Hobbes, que foi secretário de Bacon quando era novo.
Um provérbio, praticamente com a mesma constituição, é encontrado em hebreu, no Livro dos Provérbios (24,5): גֶּבֶר-חָכָם בַּעוֹז; וְאִישׁ-דַּעַת, מְאַמֶּץ-כֹּחַ, traduzível como O homem sábio é forte, e o homem de conhecimento consolida a força.
A frase implica que, com a aquisição de conhecimento e da educação, o nosso potencial e habilidades na vida aumentarão. Ter e partilhar conhecimento é também reconhecido como base para aumentar a reputação de alguém e de influenciar os outros, portanto, ter poder. A frase pode também ser usada na justificação do compartilhamento de informação, dentro da perspectiva de que, uma pessoa, ao obter conhecimento, garante a sua realização pessoal.
A ocorrência documentada mais antiga da frase "Conhecimento é poder" é atribuída ao imã Ali (601-661), primo e genro do profeta Maomé (571-632), na sua coleção Nahj Al-Balagha.